# هيكتور مندوزا
هيكتور مندوزا هو لاعب كرة قاعدة كوبي، ولد في 4 مارس 1994 في جزيرة خوفينتود في كوبا.

## وصلات خارجية
- هيكتور مندوزا على موقع دوري كرة القاعدة الرئيسي (الإنجليزية)
- هيكتور مندوزا على موقع الدوري الياباني لكرة القاعدة (الإنجليزية)
- هيكتور مندوزا على موقعبيزبول رفرنس.كوم (الدوري الثانوي) (الإنجليزية)